# William Azanor
William Azanor (ur. 28 czerwca 1959) – nigeryjski bokser wagi  piórkowej, uczestnik Letnich Igrzysk Olimpijskich 1980. 
W 1978 roku wywalczył brązowy medal igrzysk afrykańskich.
Podczas igrzysk olimpijskich w Moskwie, startował w tejże wadze. W pierwszej rundzie miał wolny los. W drugiej przegrał z  reprezentantem Bułgarii, Caczo Andrejkowskim (nokaut w 1. rundzie).